# Hypo Real Estate
L'Hypo Real Estate AG è una società con sede a Monaco di Baviera, attiva nel settore immobiliare. La società era una holding formata da tre banche:
- Hypo Real Estate Bank International AG
- Hypo Public Finance Bank
- Hypo Real Estate Bank AG

È stata creata nel 2003 dalla divisione immobiliare della HypoVereinsbank. Dal 19 dicembre 2005 era quotata alla Borsa di Francoforte. A seguito della crisi finanziaria, la banca viene nel 2009 nazionalizzata.
La società impiegava circa 1.200 persone.